# Lindenbaum (Solingen)
Lindenbaum ist eine aus einer Einzelsiedlung hervorgegangene Ortslage in der bergischen Großstadt Solingen. Nach dem Ort ist die Lindenbaumstraße benannt.

## Lage und Beschreibung
Der heute in der geschlossenen Bebauung aufgegangene Ort Lindenbaum befindet sich im nördlichen Bereich des Solinger Stadtbezirks Burg/Höhscheid an der Grenze zu Solingen-Mitte. Der Ort liegt am Rande eines Höhenzugs des Solinger Höhenrückens, auf dem die Bundesstraße 229 verläuft, die Schützenstraße. Die zu dem Ort gehörenden Gebäude befinden sich an der Lindenbaumstraße, die als Wohnstraße die Schützen- und die Burger Landstraße miteinander verbindet. Westlich befindet sich die Dorper Kirche, südlich davon der evangelische Friedhof Grünbaumstraße. Das Gelände fällt von Lindenbaum aus in südliche Richtung in das Bertramsmühler Bachtal ab.
Benachbarte Orte sind bzw. waren (von Nord nach West): III. und IV. Feld, Tannenbaum, Klönnenhöhe, Krahenhöhe, Wieden, Dornsiepen, Meisenburg, Spielbruch, Schlicken, Maushöhe und Kirschbaumshöhe.

## Etymologie
Die Ortsbezeichnung geht auf einen dortigen Lindenbaum zurück. Dieser Baum, der in der Fluchtlinie der späteren Lindenbaumstraße stand, musste beim Ausbau der Straße gefällt werden. Die Straße wurde als Allee konzipiert und beiderseits mit neuen Linden bepflanzt.

## Geschichte
Lindenbaum entstand vermutlich als Einzelsiedlung auf freiem Feld zwischen Krahenhöhe und Spielbruch. Der Ort wurde in den Registern der Honschaft Solingen geführt. Die Topographische Aufnahme der Rheinlande von 1824 verzeichnet den Ort unbenannt, ebenso wie die Preußische Uraufnahme von 1844. In der Topographischen Karte des Regierungsbezirks Düsseldorf von 1871 ist der Ort ebenfalls nur unbenannt verzeichnet. Der Ort ist in der Preußischen Neuaufnahme von 1893 hingegen als Lindenbaum benannt verzeichnet.
Der Ort gehörte zur Bürgermeisterei Dorp (Stadtrecht seit 1856). Die Bürgermeisterei beziehungsweise Stadt Dorp wurde nach Beschluss der Dorper Stadtverordneten zum 1. Januar 1889 mit der Stadt Solingen vereinigt. Damit wurde Lindenbaum ein Ortsteil Solingens.
Der Ortsname Lindenbaum verschwand bereits in der ersten Hälfte des 20. Jahrhunderts vom Stadtplan, stattdessen setzte sich der amtliche Straßenname Lindenbaumstraße als Ortsbezeichnung durch. Die Wohnhäuser an der Lindenbaumstraße werden seither meist der Krahenhöhe zugeordnet.